# Kovaški Vrh
Kovaški Vrh este o localitate din comuna Oplotnica, Slovenia, cu o populație de 48 de locuitori.